# Cybaeodes dosaguas
Espèce
Cybaeodes dosaguas est une espèce d'araignées aranéomorphes de la famille des Liocranidae.

## Distribution
Cette espèce est endémique de la Communauté valencienne en Espagne,.

## Description
La femelle holotype mesure 7,15 mm.
Le mâle décrit par Barrientos et Hernández-Corral en 2022 mesure 5,10 mm.

## Systématique et taxinomie
Cette espèce a été décrite par Riber et De Mas en 2015.

## Étymologie
Son nom d'espèce lui a été donné en référence au lieu de sa découverte, Dos Aguas.

## Publication originale
- Ribera & De Mas, 2015 : « Description of three new troglobiontic species of Cybaeodes (Araneae, Liocranidae) endemic to the Iberian Peninsula. » Zootaxa, no 3957(3), p. 313-323.